# Dyrektywa w sprawie praw autorskich na jednolitym rynku cyfrowym
Dyrektywa w sprawie praw autorskich na jednolitym rynku cyfrowym, procedura 2016/0280(COD) – dyrektywa Unii Europejskiej, której celem jest harmonizacja aspektów prawa autorskiego na jednolitym rynku cyfrowym na terenie Unii Europejskiej.

## Historia
Projekt dyrektywy został wniesiony 14 października 2016 przez Komisję Europejską. Wcześniej Parlament Europejski zwrócił się do Komisji w sprawie projektu, przedstawiając raport sporządzony z własnej inicjatywy (nazywany też Raportem Redy). Komitet Stałych Przedstawicieli Rady Unii Europejskiej 25 maja 2018 zatwierdził tekst mający prowadzić do rozmów trójstronnych z Parlamentem Europejskim.
Część propozycji, takich jak projekt prawa pokrewnego dla wydawców prasowych i propozycja obowiązku filtrowania treści wysyłanych przez użytkowników pod kątem zgodności z prawem autorskim wzbudziły kontrowersje wśród autorów, wydawców, agencji prasowych, ekspertów, instytucji kulturalnych, organizacji broniących praw człowieka, Wysokiego Komisarza Narodów Zjednoczonych do spraw Praw Człowieka, prawodawców i autorów badań sporządzonych dla UE.
20 czerwca 2018 Komisja Prawna Parlamentu Europejskiego (JURI) głosowała nad przyjęciem Artykułu 11 i 13. Termin głosowania plenarnego nad projektem został wyznaczony na 5 lipca 2018. Parlament Europejski w głosowaniu 5 lipca zdecydował o odrzuceniu przyznania mandatu Komisji Prawnej. W konsekwencji projekt został poddany kolejnej debacie, która odbyła się 12 września. Zgoda na wniosek o przekazanie do dalszych prac projektu dyrektywy Parlamentu Europejskiego i Rady została przegłosowana stosunkiem głosów 438 do 226.
13 lutego 2019 negocjatorzy Parlamentu Europejskiego, Rady Europejskiej i Komisji Europejskiej (tzw. trilogue) osiągnęli kompromis dotyczący ostatecznej wersji tekstu projektu dyrektywy. 26 marca Parlament Europejski poparł projekt dyrektywy bez poprawek – za dyrektywą głosowało 348 posłów, przeciw 274, a 36 wstrzymało się od głosu. Podpisana 17 kwietnia 2019, opublikowana 17 maja 2019.

## Wybrana zawartość
Artykuł 3 stanowi wyjątek w prawach autorskich dla text i data miningu (TDM). W zależności od tego, czy utwory są w domenie publicznej, artykuł 3 może zwiększyć lub zmniejszyć restrykcje w porównaniu do stanu obecnego.
Artykuł 11 wprowadził dodatkowe prawa pokrewne dla wydawców prasowych, wcześniej ustanowione w Niemczech i Hiszpanii.
Artykuł 17 (dawny artykuł 13) ma na celu rozszerzenie odpowiedzialności prawnej na właścicieli serwisów umożliwiających udostępnianie treści przez użytkowników (online content sharing service providers) oraz wymuszenie stosowania mechanizmów blokujących udostępniane przez użytkowników dane w przypadku łamania prawa autorskiego chronionych treści, co do których OCSSCP ma stosowne informacje od posiadaczy praw autorskich. Odpowiedzialność dostawców usług hostingowych została wcześniej uregulowana przez dyrektywę 2000/31/WE. Artykuł 13 został wniesiony, gdy badania Komisji Europejskiej „nie wykazały wyraźnej różnicy w sprzedaży wskutek naruszenia praw autorskich w Internecie”.
Artykuł 15 ma na celu pozwolić twórcom na zwiększenie ich wynagrodzenia w sytuacjach, gdy jest ono nieproporcjonalnie niskie. Artykuły 14–16, choć mniej znaczące niż rozwiązania istniejące w wielu państwach członkowskich UE, pozwoliłoby na zwiększenie pozycji przetargowej autorów i wykonawców.
Stowarzyszenia autorów zaproponowały „mechanizm zwrotu praw”, który pozwoliłby na anulowanie umowy przenoszącej prawa autorskie, która okazuje się niekorzystna.
Joanna Sosnowska z Chip.pl stwierdziła, że „przeciwnicy tej dyrektywy wiele jej zapisów przedstawili w niekorzystnym świetle, czym sprawili, że ustawa, która ma dać więcej kontroli twórcom nad ich dziełami, stała się publicznym wrogiem numer jeden, przynajmniej w »internetach«”.

## Poparcie
Według ZAiKS podmioty świadczące internetowe usługi udostępniania treści będą musiały uzyskać „sprawiedliwą i odpowiednią licencję”. O poparcie dyrektywy zwróciła się do posłów Izba Wydawców Prasy, zwracając uwagę na to, że przepisy gwarantują, iż wszystkie dotychczasowe, zgodne z prawem, aktywności internautów dalej mogą być wykonywane, a twórcy i producenci uzyskają należyty udział w zyskach podmiotów, które zarabiają na cudzej twórczości. Ponad 200 polskich artystów filmowych (m.in. Filip Bajon, Paweł Pawlikowski, Andrzej Seweryn, Agnieszka Holland, Marcel Łoziński, Juliusz Machulski, Wojciech Smarzowski i Małgorzata Szumowska) podkreśliło w apelu znaczenie dyrektywy w uznaniu poszanowania nakładu pracy twórców i stwierdziło, że „masowa eksploatacja utworów bez stosownego wynagrodzenia doprowadzić może do rezygnacji z tworzenia ambitnych i wartościowych dzieł”. 25 marca 2019 ogólnopolskie dzienniki (m.in. „Rzeczpospolita”, „Gazeta Wyborcza” i „Puls Biznesu”) ukazały się z pustymi pierwszymi stronami, a ich redaktorzy naczelni zwrócili się do polskich europarlamentarzystów z apelem o solidarne poparcie w głosowaniu dyrektywy, aby wprowadzono „nowe, sprawiedliwsze zasady korzystania przez gigantów internetowych z tworzonych przez polskich pisarzy, filmowców, muzyków i dziennikarzy treści”.

## Krytyka
Projekt dyrektywy spotkał się z krytyką ze strony części przedsiębiorców internetowych, wybranych prawników oraz internautów. Koncern Google sprzeciwiał się zarówno treści Artykułu 11, jak również Artykułu 13 wskazując, że ich przegłosowanie może skutkować zamknięciem usług takich jak Google News czy sporymi zmianami w funkcjonowaniu platformy YouTube. Wybrani komentatorzy krytykowali zaangażowanie polskich środowisk artystycznych w promocję treści dyrektywy bez realnej oceny jej konsekwencji technologiczno-gospodarczych, wskazując, że Artykuł 13 jest w istocie pretekstem do wprowadzenia o wiele bardziej godzącego w wolność wypowiedzi w internecie, grożącego ponowną oligarchizacją mediów Artykułu 11. Liczną krytykę pod adresem dyrektywy – popularnie określanej mianem "ACTA 2" – publikowali internauci skupieni wokół inicjatywy "#stopACTA2", którzy zaangażowali się w walkę z postulowanymi zmianami w prawie za pośrednictwem mediów społecznościowych.
16 listopada 2018 roku – a więc już po tym, jak Parlament Europejski zagłosował za dalszą pracą nad Artykułem 13 – YouTube Creators [Creator Academy] dodali w serwisie YouTube.com film „Article 13 Burning Questions V3 – UNLISTED for captions”, w którym nie tylko tłumaczą skutki wprowadzenia Artykułu 13, ale także namawiają słuchaczy do sprzeciwu poprzez używanie hasztagu #saveyourinternet i wyrażanie swojej opinii o nowej ustawie. Do protestu bardzo szybko dołączyli się użytkownicy YouTube, Twittera, Instagrama i Facebooka, którzy dodając teksty, grafiki i filmy, dopisywali #saveyourinternet.

## Protesty

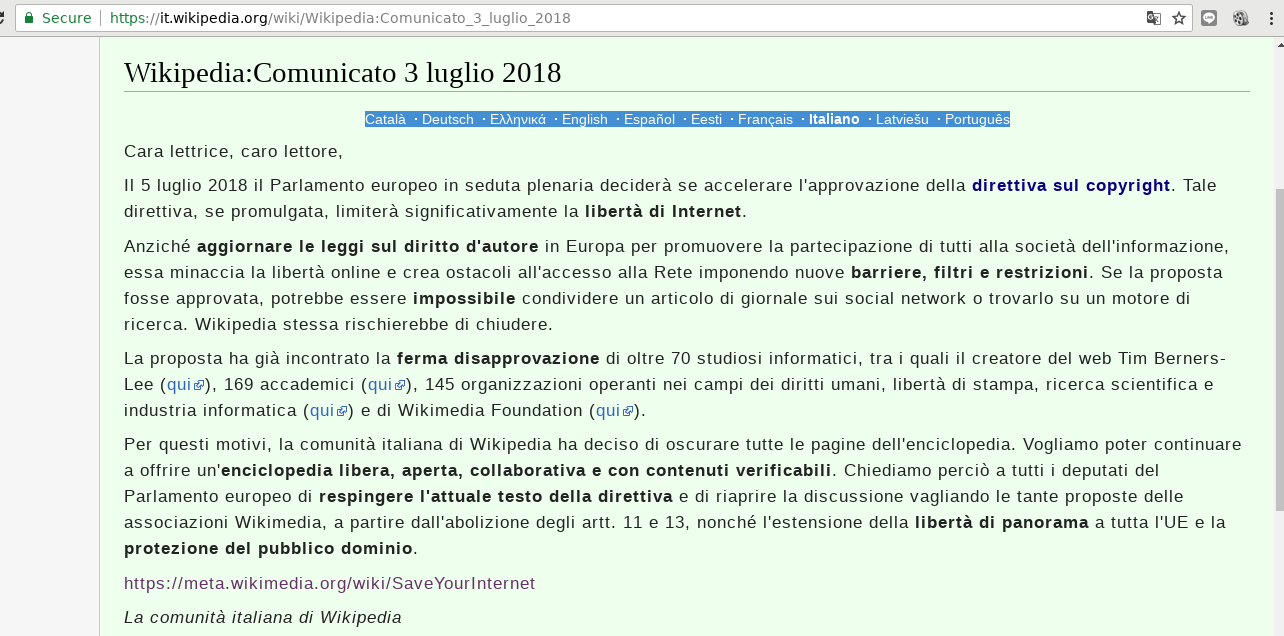
Komunikat o zaciemnieniu włoskiej wersji językowej Wikipedii

Na początku lipca 2018 w kilkudziesięciu miastach Europy odbyły się demonstracje osób sprzeciwiających się wprowadzaniu dyrektywy, w tym w kilku miastach w Polsce. Demonstracje w Polsce były jednak „niezbyt liczne” i cieszące się „małym zainteresowaniem”. W proteście zaciemnione zostały włoska, estońska, łotewska, hiszpańska i polska wersja językowa Wikipedii. W polskiej sieci temat dyrektywy cieszył się dwa razy większym zainteresowaniem niż na terenie reszty Unii.
21 marca 2019 w proteście przeciwko dyrektywie zostały zaciemnione wikipedie w językach niemieckim, duńskim, czeskim i słowackim.